# Basket Club Maritime Gravelines Dunkerque Grand Littoral
Pour les articles homonymes, voir BCM.
Maillots
Actualités
Le Basket Club Maritime Gravelines Dunkerque Grand Littoral, couramment abrégé en BCM Gravelines-Dunkerque ou plus simplement en BCM, est un club professionnel de basket-ball français fondé en 1984 et basé à Gravelines. Il compte à son palmarès une victoire en Coupe de France, obtenue en 2005, et une autre lors de la Semaine des As, acquise en 2011. Il a aussi remporté, le 17 février 2013, la toute première Leaders Cup de basket-ball.
Le BCM Gravelines Dunkerque évolue actuellement en première division du championnat de France. Il est présidé par Christian Devos depuis 2004. Le club recevait ses adversaires au Sportica, enceinte qui pouvait accueillir jusqu'à 3 043 personnes places assises, jusqu'à l'incendie du 25 décembre 2023 qui cause la destruction de la salle.

## Histoire

### Repères historiques

#### Une progression rapide
En 1984, le Basket Club Maritime de Gravelines voit le jour sous l'impulsion d'Albert Denvers, député-maire de Gravelines, et d'Yves Leprêtre, maire de Grand-Fort-Philippe, qui proposent la fusion de leurs deux clubs.
Trois ans plus tard, le BCM remporte le premier titre de son histoire en dominant la Nationale 2 (actuelle Pro B), mais reste dans cette division puisqu'aucun club n'est relégué lors de la saison 1986-1987 du championnat de France. Le 1er mai 1988, Gravelines accède pour la première fois à la Nationale 1 (actuelle Betclic Élite), après un dernier match de play-offs gagné contre le SLUC Nancy.
Régulier par la suite en première division, le BCM se qualifie en 1990 pour la coupe d'Europe. En Coupe Korać, Gravelines passe le premier tour (victoire contre le Nashua EBBC, 89-72 et 74-67), puis tombe face au CB Estudiantes de Madrid (66-77 et 68-78).
Montant doucement dans la hiérarchie française, le club est cependant en difficultés financières à partir de 1995. Avec l'arrivée d'Hervé Beddeleem à la présidence en 2001, Gravelines se tourne vers les collectivités territoriales, et devient la troisième puissance financière du championnat de France derrière Pau-Orthez et Villeurbanne (son budget doublant en quelques années). Les partenaires privés deviennent également de plus en plus nombreux.
En 2002, le club devient le Basket Club Maritime Gravelines Dunkerque Grand Littoral. Depuis 2004, Hervé Beddeleem exerce les fonctions de directeur exécutif au sein du club.

#### Un ténor du championnat

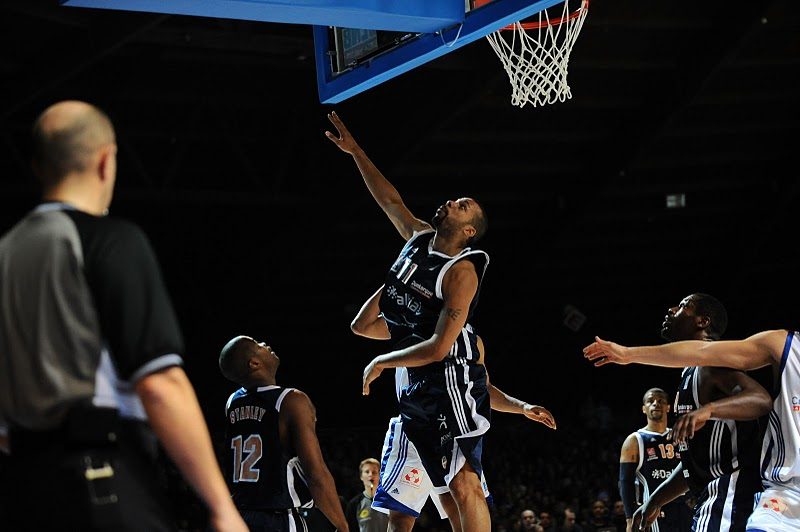
Cyril Akpomedah, capitaine du BCM entre 2009 et 2014.

Après avoir perdu trois finales en deux ans (Coupe de France en 2003 face à Pau-Orthez, championnat de France l'année suivante toujours face au même club et la Semaine des As 2005 face au SLUC Nancy), les Gravelinois remportent la Coupe de France en 2005 face à Cholet, sur le score de 91 à 79. À la lutte durant tout le match, le BCM fait la différence lors des quatre dernières minutes, infligeant un 11-0 à son adversaire.
Dès lors, Gravelines devient vite une équipe qui compte en première division et termine presque toujours dans le haut du classement à partir de l'édition 2005-2006.

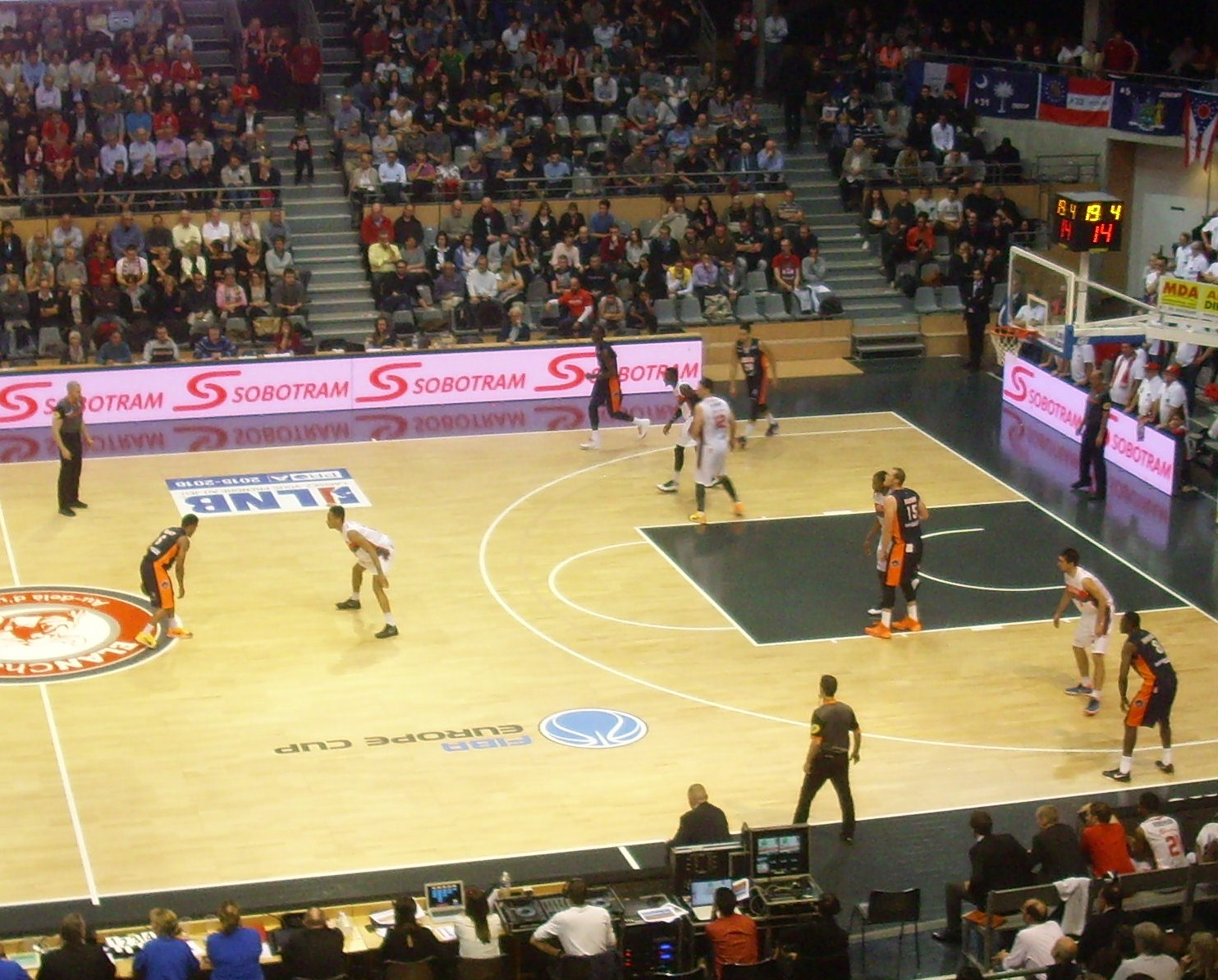
Gravelines en phase d'attaque lors du match entre l'Élan Chalon et Gravelines en novembre 2015

#### L'ère Monschau, la confirmation d'un grand club français (2008-2017)
Lors de la saison 2008-2009, le BCM engage l'entraîneur Mulhousien Christian Monschau, qui va devenir un des entraîneurs emblématiques du club.

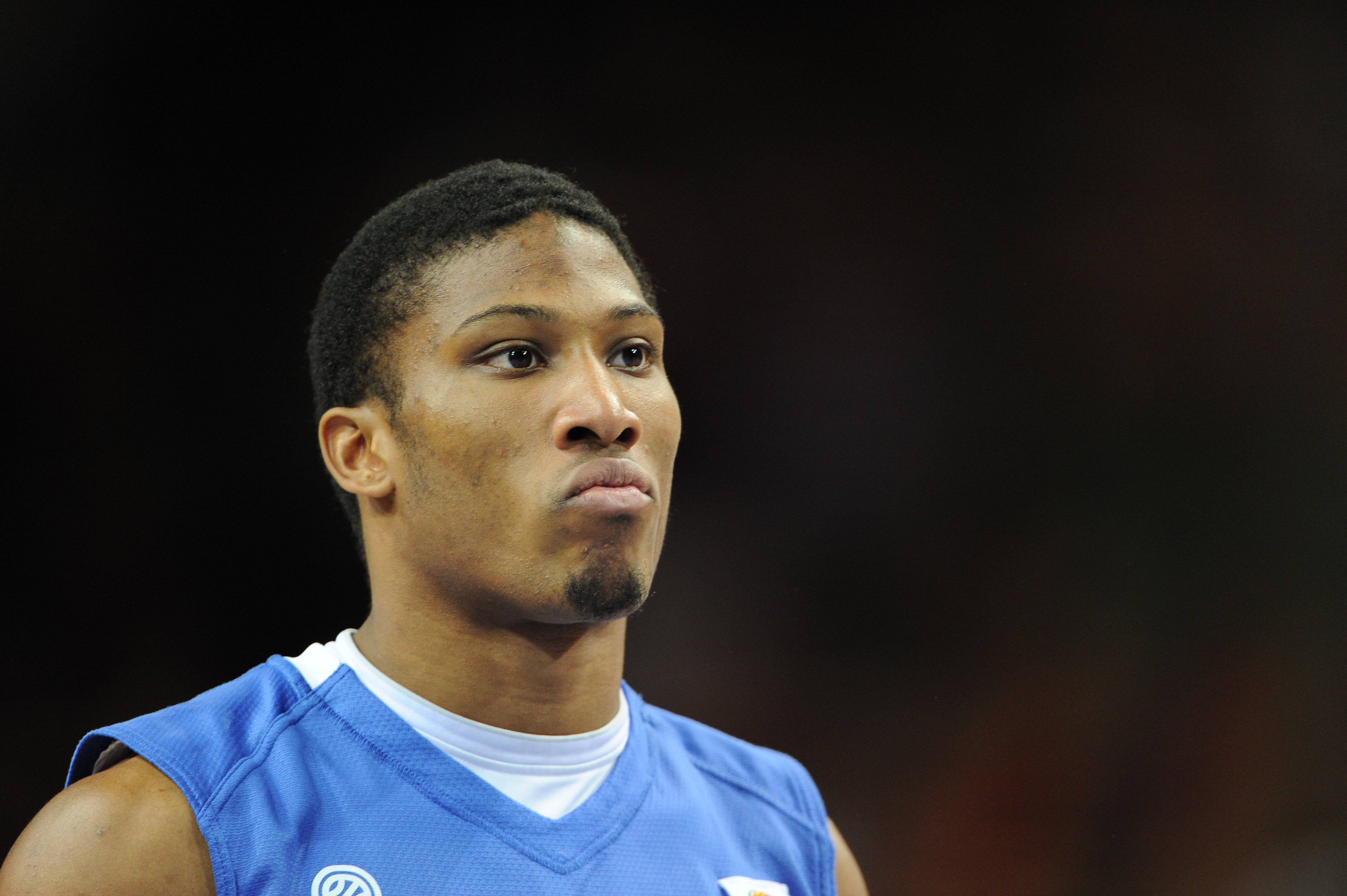
Andrew Albicy, MVP du All-Star Game LNB 2015.

En février 2011, le BCM remporte la Semaine des As en battant Chalon-sur-Saône, grâce notamment à son « MVP » Yannick Bokolo. Le mois suivant, le club atteint pour la première fois les quarts de finale d'une Coupe d'Europe. En EuroChallenge, il s'incline lors des manches aller et retour contre le club russe du Lokomotiv Kuban.

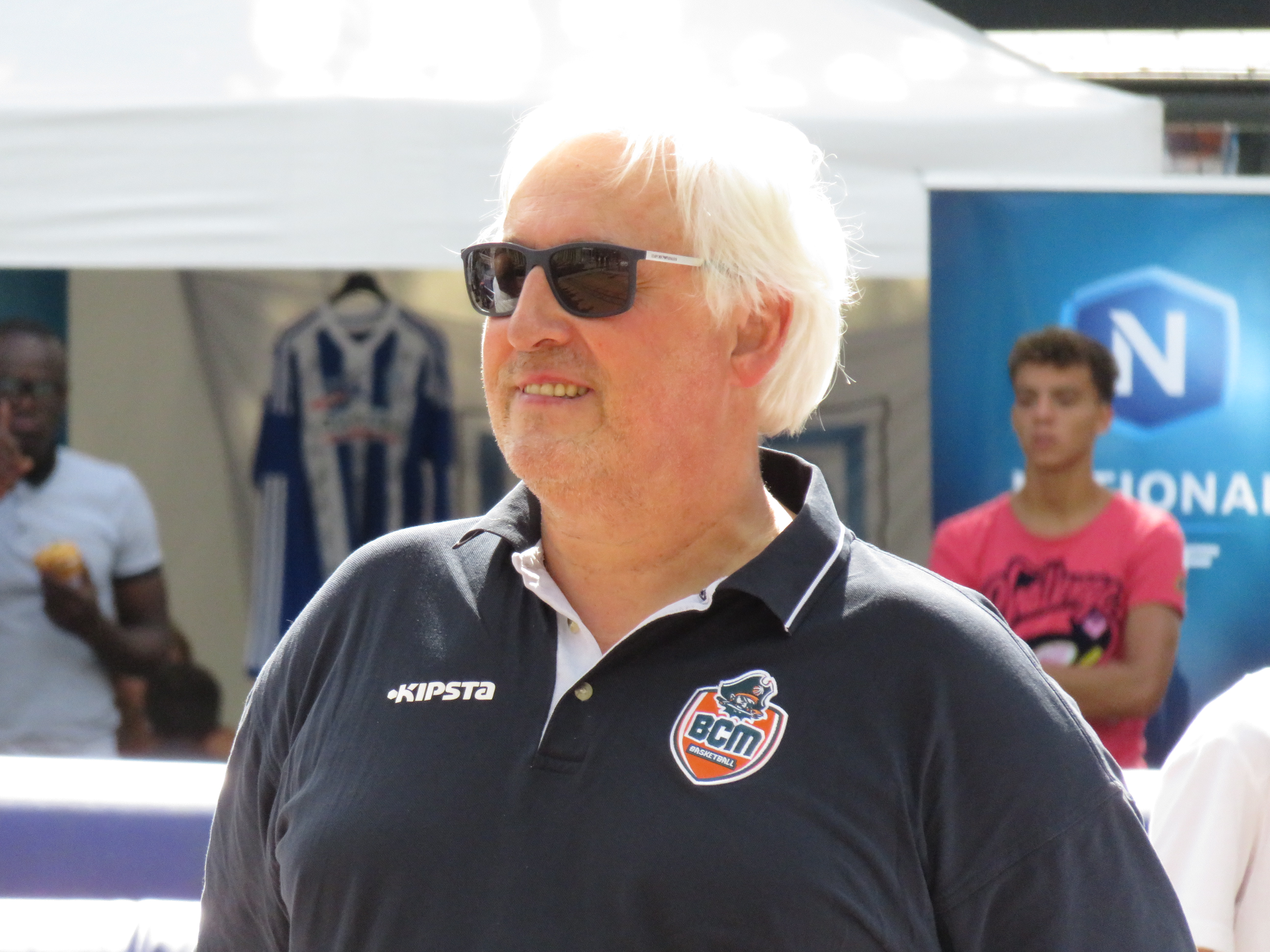
Christian Monschau en 2016.

Lors du championnat 2011-2012, le BCM termine premier de la saison régulière avec seulement trois défaites et en réussissant à préserver son invincibilité à domicile. Le club échoue cependant dès les quarts de finale des play-offs face à Cholet. Lors de l'édition suivante, le club de Gravelines-Dunkerque, même s'il a perdu son invincibilité au Sportica contre le Limoges CSP (défaite 55 à 67) après plus d'un an de domination, termine à nouveau en tête de la saison régulière, mais ne parvient toujours pas à passer le premier tour des play-offs, étant éliminé cette fois-ci par Nanterre. Le club peut toutefois se consoler avec sa victoire obtenue lors de la première édition de la Leaders Cup (anciennement Semaine des As) le 17 février 2013 face à Strasbourg (77-69).
Les deux saisons suivantes se révèlent compliquées pour le BCM qui termine dans le ventre mou du championnat et qui manque, de justesse, une place pour les playoffs 2015.
La saison 2016 voit le BCM reprendre des couleurs avec une lutte acharnée en haut de tableau. Finalement, le BCM finit la saison régulière à la 9e place l'empêchant de disputer les play-offs. À la fin de cette saison, Christian Monschau annonce la fin de sa collaboration avec le club après 9 ans passés au club.

#### Instabilité des entraîneurs et incendie de Sportica en 2023
Pour la saison 2017-2018, le BCM est entraîné par Julien Mahé, ancien adjoint de Christian Monschau. Le club effectue de bons coups et surtout en recrutant le MVP de la saison 2016-2017 : D. J. Cooper (qui ne joue que 4 rencontres avant de partir pour l'AS Monaco), ou encore William Buford de Limoges, mais aussi des joueurs à fort potentiel comme Benjamin Sene.
Après le limogeage de Julien Mahé un an avant la fin de son contrat, le BCM recrute comme entraîneur l'ancien champion de France 2018 avec Le MSB, Éric Bartecheky.
Le 17 février 2020, après une défaite (80-61) à l'extérieur dans l'Opalico face à ESSM Le Portel, et synonyme de 17e défaite en 23 matchs, Bartecheky est limogé. Il est remplacé par le technicien belge Serge Crèvecœur.
Fin février 2019, Serge Crèvecœur prend ses fonctions au sein de l'équipe maritime. Il ne participe qu'à quelques matchs à la suite de la pandémie de Covid. Le technicien est prolongé pour la saison 2020-2021. Lors de cet exercice, l'équipe est peu performante. Il est remplacé par JD Jackson en mai 2021.
Jackson sauve le club d'une probable relégation lors de la dernière journée de championnat. Le club décide donc de prolonger le technicien franco-canadien jusqu'en 2023, mais il est limogé en novembre 2022. Il est remplacé par Laurent Legname.
Après une saison 2023-2024 qui commence par 6 défaites consécutives, Legname est limogé et remplacé par Jean-Christophe Prat.
Le 25 décembre 2023, Sportica est détruit par un incendie. Le club dispute deux rencontres « à domicile » dans la salle Calypso de Calais puis le reste de la saison au stade de Flandres à Dunkerque. Une fois que les opérations de démolition et de désamiantage du complexe seront terminées, un Sportica nouvelle génération sera reconstruit. La première pierre devrait être posée début 2026.
Le BCM est garanti de rester en première division pour la saison 2025-2026 à l'issue d'une victoire en triple-prolongation 122-110 le 20 avril 2025 face au Limoges CSP sur son parquet du Palais des sports de Beaublanc. Le jeune ailier nordiste Roman Domon (19 ans) marque 19 points et prend 8 rebonds alors que les intérieurs du BCM Tajuan Agee et Valentin Chery attrapent respectivement 16 et 14 rebonds. Glynn Watson Jr. marque 48 points,..

## Couleurs et logos
En 2004, le BCM Gravelines Dunkerque choisit son emblème : le corsaire. Le premier logo représentait une tête de pirate. En 2006, le club fait appel à la société nordiste Onix Création pour trouver un logo plus personnel, représentant un personnage dans son ensemble. C'est un supporter qui a trouvé le nom de ce nouvel emblème lors d'un concours organisé par le club. La mascotte du BCM a ainsi été baptisée « Texel », du nom de la plus fameuse bataille de Jean Bart, corsaire natif de Dunkerque. Cependant, le club change à nouveau de logo en 2008, revenant à un style plus habituel pour les logos de clubs français. L'orange devient la couleur dominante, mais le pirate est toujours présent.

Logo de 2004 à 2006
Logo de 2006 à 2008
Logo de 2008
Logo de 2009 à 2012.
Logo de 2012 à 2013.
Logo de 2013 à 2025

## Équipementiers
| Période           | Équipementier | Réf.   |
| ----------------- | ------------- | ------ |
| 2010/06 – 2018/06 | Tarmak        | [ 18 ] |
| 2018/06 – 2019/06 | BIG Sports    | [ 19 ] |
| 2019/06 –         | Kappa         | [ 20 ] |

## Personnalités du club

### Entraîneurs
- 1986 - 1989 :  Christian Devos
- 1989 - 1995 :  Jean Galle
- 1991 - 1994 :  Abdou N'Diaye
- 1996 - 2000 :  Jean-Denys Choulet
- 2000 - 2004 :  Jean-Luc Monschau
- 2004 - 2006 :  Fabrice Courcier
- 2006 - 2008 :  Frédéric Sarre
- 2008 - 2017 :  Christian Monschau
- 2017 - 2019 :  Julien Mahé
- 2019 - 2020 :  Éric Bartecheky
- 2020 - 2021 :  Serge Crèvecœur
- 2021 - 2022 :   JD Jackson
- 2022 - 2023 :  Laurent Legname
- 2023 - :  Jean-Christophe Prat

### Joueurs marquants

#### Présents au «Hall of Fame» du BCM
|  | Larry Lawrence : Sous l'impulsion de Lawrence, arrivé au club en 1985, le BCM accède à la Nationale N1B (l'actuelle Pro B), puis en mai 1988 à la Nationale 1A (Pro A). Parti en 1988, le joueur qui avait des moyennes de 25,8 points et 9,8 rebonds, revient au club trois ans plus tard, et pousse le club gravelinois vers les demi-finales du championnat, en 1992. |
|  | Xavier Wallez : Enfant du BCM, il fait partie de la génération 1988-1990, qui voit le club monter en Pro A et faire ses débuts européens. Parti en 1991, « Rambo » retourne dans sa région en 1996, dans le but de sauver le club. Cinq ans plus tard, il repart vers Angers avec un record, celui du nombre de matches disputés sous le maillot du BCM : 180.           |

#### Autres

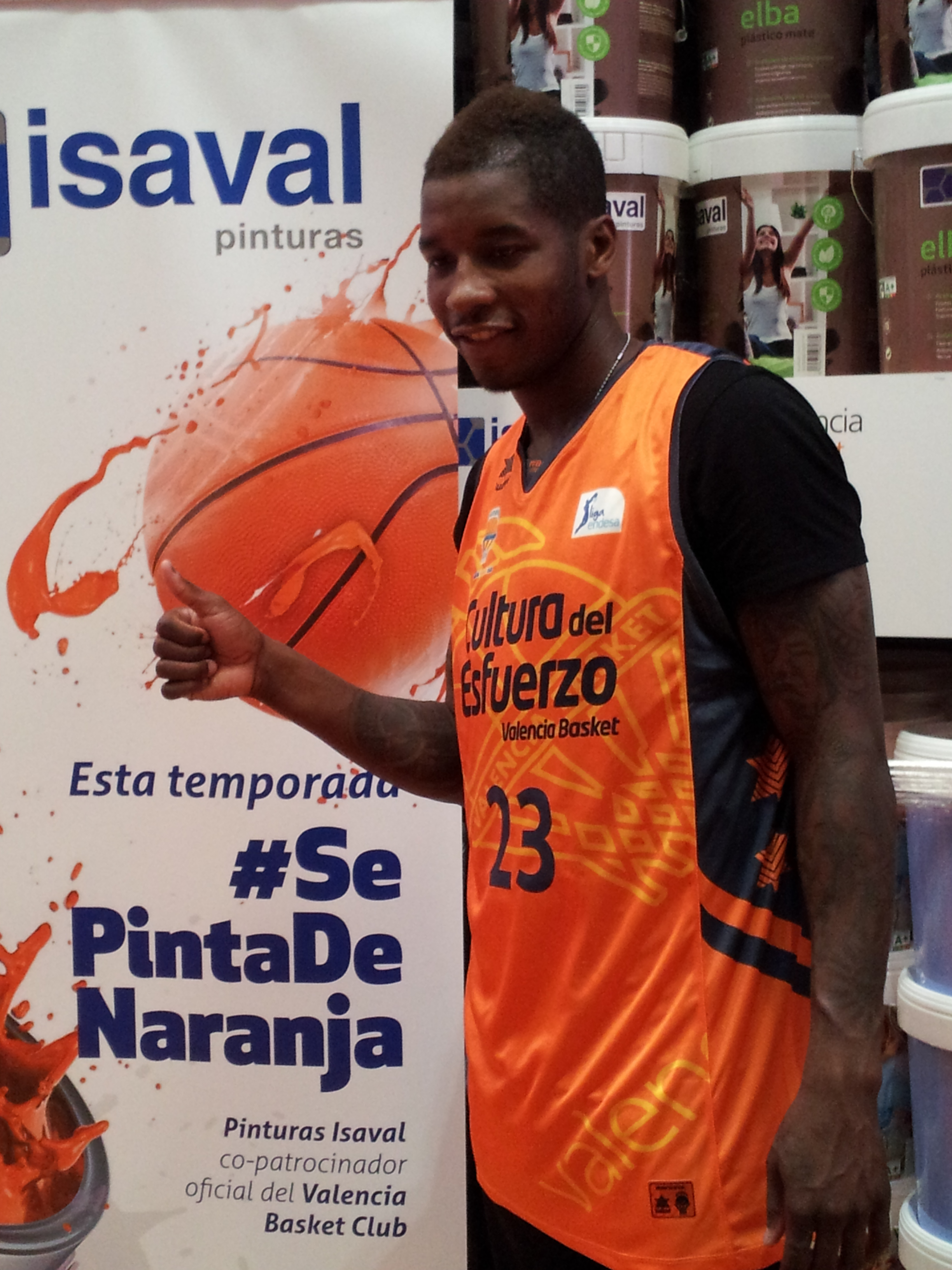
Dwight Buycks

- Dwight Buycks (2012–2013)
- Andrew Albicy (2011–2016)
- Cyril Akpomedah (2008–2014)
- Taylor Smith (2017–2019)
- Yannick Bokolo (2008–2014)
- JK Edwards (2008-2015)
- Pape Sy (2011-2021)
- Larry Lawrence (1987-1992)
- Hervé Dubuisson (1994-1995)
- Bobby Dixon (2007)
- Laurent Sciarra (2004-2005)
- Richard Solomon (2016-2017)
- Olivier Bourgain (1988-2002)
- Briante Weber (2021)
- Dainius Adomaitis (2003-2007)
- Moustapha Sonko (1993-1994)
- Justin Cobbs (2016-2017)
- Vafessa Fofana (2021-2025)
- Danny Strong (2000-2005)
- Alain Koffi (2018-2020)
- Chris Johnson (2018)
- Loic Akono (2004-2009)
- Florent Pietrus (2016-2017)
- Ben Woodside (2009-2011)
- Forrest McKenzie (1990-1991)
- Adam Mokoka (2013-2018)
- Rickey Paulding (2006-2007)
- Frederic Forte (1989-1991)
- John Holland (2013-2014)
- Jonathan Rousselle (2008-2014)
- Gary Alexander (1998-2001)
- Benoît Georget (2000-2004)
- Jerry McCullough (1997-1998)
- Ludovic Vaty (2011-2013)
- Julius Johnson (2009-2014)
- Dounia Issa (2010-2012)
- Marcus Slaughter (2007-2008)
- Xavier Wallez (1987-1991)
- K'Zell Wesson (2004-2005)
- Jeff Greer (2010-2011)
- George Montgomery (1991-1993)
- Stephen Brun (2006-2008)

## Structures

### Sportica
Le BCM évolue au Sportica, un complexe abritant un Palais des Sports de 3 043 places. Assez petit compte tenu de l'affluence moyenne de l'enceinte (taux de remplissage de 87 % en 2007/08), le « Chaudron » (surnom du Sportica) devrait néanmoins être agrandi dans les années à venir. Lors des saisons précédentes, quelques centaines de places « debout » étaient vendues, portant la capacité de la salle à 3 500 personnes, et amenant l'affluence au-delà des 100 % (107 % en 2001-2002, 105 % en 2004-2005). Le 25 décembre 2023, un incendie détruit entièrement le complexe sportif. 

### L'Arena
Le BCM Gravelines Dunkerque, tout comme le Dunkerque Handball Grand Littoral, aurait dû occuper à partir de la saison 2015-2016 l'Arena Dunkerquoise, située sur le site de Noort Gracht à Petite-Synthe, en bordure de l'autoroute A16. Cette nouvelle enceinte avait prévu une capacité de 10 000 places. Le coût total du projet si celui-ci était allé à son terme est de 112 millions d’euros. Finalement, ce projet est annulé en 2014 et coûte 30 millions d'euros aux finances locales au titre des études (sols, risques environnementaux, infrastructures de transports, etc.), aux indemnités de retard et au dédit de 13 millions d'euros en faveur du concessionnaire.